# Syssomonas
Syssomonas es un género de protozoos ameboides del clado de los opistocontos cercanamente relacionado con los animales. Los protozoos de este género se caracterizan por una gran variedad de etapas de vida que incluyen formas flageladas, ameboflageladas, células ameboides no flagelares y quistes esféricos. 
Las células flageladas miden 7-14 µm de diámetro. La longitud del flagelo es de 10-24, raramente 35 µm. El diámetro del quiste es de 5 µm. El flagelo se pierde en la etapa avanzada de vida. Las células ameboides pueden formar agregados celulares similares a sincitos o pseudoplasmodios y producen filopodios delgados, relativamente cortos y algunas veces tienen dos vacuolas contráctiles. En cuanto a su alimentación es un predador de eucariotas heterótrofos como Parabodo caudatus y especies de Spumella, ingiere bacterias y pequeños detritos mediante fagocitosis, no posee orgánulos especializados para la caza y utiliza pseudópodos cortos para formar vacuolas alimenticias.
El género fue aislado de un estanque de agua dulce en Vietnam y se ha revelado que su presencia es muy abundante en el Río Paraná (Argentina). Incluye una sola especie nombrada Syssomonas multiformis.
Este nuevo género opistoconto esta estrechamente con el género Corallochytrium con quien conformaría una nueva clase denominada Pluriformea dentro de Holozoa (el linaje que conduce a los animales) y que se situaría como grupo hermano del clado Filozoa, que incluye a Animalia, Choanoflagellatea y Filasterea.